# Nordmainische S-Bahn
| Streckennummer (DB): | 3685                 |                                           |                                           |
| Streckenlänge: | ~19,4 km             |                                           |                                           |
| Spurweite: | 1435 mm (Normalspur) |                                           |                                           |
| Stromsystem: | 15 kV 16,7 Hz ~      |                                           |                                           |
| Maximale Neigung: | 40 ‰                 |                                           |                                           |
| Streckengeschwindigkeit: | 140 km/h             |                                           |                                           |
| Zweigleisigkeit: | durchgehend          |                                           |                                           |
| |                      |                                           |                                           |
| Bau |                      |                                           |                                           |
| Baubeginn: | 2024 (geplant)       |                                           |                                           |
| Fertigstellung: | 2031 (geplant)       |                                           |                                           |
| \| \| \| von Frankfurt (Main) Hbf (tief) \| \| \| \| 52,200 \| Konstablerwache \| Konstablerwache \| \| \| 52,550 \| nach Frankfurt Süd \| nach Frankfurt Süd \| \| \| \| von Frankfurt (Main) Süd \| \| \| \| 53,823 \| Frankfurt (Main) Ost tief \| Frankfurt (Main) Ost tief \| \| \| 2,378 0,000 \| Frankfurt (Main) Ost \| Frankfurt (Main) Ost \| \| \| 54,320 \| Ende des Zweigtunnels \| Ende des Zweigtunnels \| \| \| 55,100 \| Frankfurt (Main) Ostpark (Abzw) \| Frankfurt (Main) Ostpark (Abzw) \| \| \| 55,589 \| A 661 \| A 661 \| \| \| 58,100 \| Frankfurt (Main)-Fechenheim \| Frankfurt (Main)-Fechenheim \| \| \| \| Regionaltangente Ost zur Niddertalbahn \| \| \| \| 61,700 \| Maintal West S-Bahn \| Maintal West S-Bahn \| \| \| 11,2 000,000 \| Maintal Betriebsbahnhof \| Maintal Betriebsbahnhof \| \| \| 62,900 \| Maintal Üst \| Maintal Üst \| \| \| 63,900 \| Maintal Ost S-Bahn \| Maintal Ost S-Bahn \| \| \| 67,300 \| Hanau-Wilhelmsbad \| Hanau-Wilhelmsbad \| \| \| \| Kinzig \| \| \| \| 69,500 \| Hanau West \| Hanau West \| \| \| \| Erweiterung und Ersatz Strecke 3674 \| \| \| \| \| von Frankfurt (Main) Schlachthof (S-Bahn) \| \| \| \| \| von Frankfurt (Main) Hbf \| \| \| \| 71,600 \| Hanau Südseite/Hanau Nordseite \| Hanau Südseite/Hanau Nordseite \| \| \| \| nach Göttingen \| \| \| \| \| nach Friedberg \| \| \| \| \| nach Babenhausen \| \| \| \| \| nach Aschaffenburg \| \| \| \| \| \| \| \| Quellen: [4][5] \| \| \| \| |                      |                                           |                                           |
| Strecke (im Tunnel) |                      | von Frankfurt (Main) Hbf (tief)           | von Frankfurt (Main) Hbf (tief)           |
| S-Bahnhof (im Tunnel) | 52,200               | Konstablerwache                           | Konstablerwache                           |
| Abzweig ehemals geradeaus und nach rechts (im Tunnel) | 52,550               | nach Frankfurt Süd                        | nach Frankfurt Süd                        |
| Strecke von rechts · Strecke (außer Betrieb) (im Tunnel) |                      | von Frankfurt (Main) Süd                  | von Frankfurt (Main) Süd                  |
| Strecke · S-Bahn-Halt (Strecke außer Betrieb) (im Tunnel) | 53,823               | Frankfurt (Main) Ost tief                 | Frankfurt (Main) Ost tief                 |
| Bahnhof · Strecke (außer Betrieb) (im Tunnel) | 2,378 0,000          | Frankfurt (Main) Ost                      | Frankfurt (Main) Ost                      |
| Strecke · Tunnelende (Strecke außer Betrieb) | 54,320               | Ende des Zweigtunnels                     | Ende des Zweigtunnels                     |
| Abzweig geradeaus und ehemals nach links · Abzweig geradeaus und von rechts (Strecke außer Betrieb) | 55,100               | Frankfurt (Main) Ostpark (Abzw)           | Frankfurt (Main) Ostpark (Abzw)           |
| Strecke mit Straßenbrücke · Strecke mit Straßenbrücke (Strecke außer Betrieb) | 55,589               | A 661                                     | A 661                                     |
| Strecke · S-Bahnhof (Strecke außer Betrieb) | 58,100               | Frankfurt (Main)-Fechenheim               | Frankfurt (Main)-Fechenheim               |
| Strecke · Abzweig geradeaus und nach links (Strecke außer Betrieb) |                      | Regionaltangente Ost zur Niddertalbahn    | Regionaltangente Ost zur Niddertalbahn    |
| Strecke · S-Bahn-Halt (Strecke außer Betrieb) | 61,700               | Maintal West S-Bahn                       | Maintal West S-Bahn                       |
| ehemaliger Dienststation / Betriebs- oder Güterbahnhof · Strecke (außer Betrieb) | 11,2 000,000         | Maintal Betriebsbahnhof                   | Maintal Betriebsbahnhof                   |
| Strecke · Überleitstelle / Spurwechsel (Strecke außer Betrieb) | 62,900               | Maintal Üst                               | Maintal Üst                               |
| Strecke · S-Bahn-Halt (Strecke außer Betrieb) | 63,900               | Maintal Ost S-Bahn                        | Maintal Ost S-Bahn                        |
| Strecke · S-Bahn-Halt (Strecke außer Betrieb) | 67,300               | Hanau-Wilhelmsbad                         | Hanau-Wilhelmsbad                         |
| Brücke über Wasserlauf · Brücke über Wasserlauf (Strecke außer Betrieb) |                      | Kinzig                                    | Kinzig                                    |
| Strecke · S-Bahn-Halt (Strecke außer Betrieb) | 69,500               | Hanau West                                | Hanau West                                |
| Abzweig geradeaus und nach links · Abzweig ehemals geradeaus und von rechts |                      | Erweiterung und Ersatz Strecke 3674       | Erweiterung und Ersatz Strecke 3674       |
| Kreuzung geradeaus unten · Abzweig geradeaus und von rechts |                      | von Frankfurt (Main) Schlachthof (S-Bahn) | von Frankfurt (Main) Schlachthof (S-Bahn) |
| Kreuzung geradeaus unten · Abzweig geradeaus und von rechts |                      | von Frankfurt (Main) Hbf                  | von Frankfurt (Main) Hbf                  |
| Bahnhof · Bahnhof mit S-Bahn-Halt | 71,600               | Hanau Südseite/Hanau Nordseite            | Hanau Südseite/Hanau Nordseite            |
| Strecke · Abzweig geradeaus und nach links |                      | nach Göttingen                            | nach Göttingen                            |
| Abzweig geradeaus und nach links · Abzweig quer und nach links |                      | nach Friedberg                            | nach Friedberg                            |
| Abzweig geradeaus und nach rechts |                      | nach Babenhausen                          | nach Babenhausen                          |
| Strecke |                      | nach Aschaffenburg                        | nach Aschaffenburg                        |
| |                      |                                           |                                           |
| Quellen: |                      |                                           |                                           |

Die Nordmainische S-Bahn ist eine zwischen Frankfurt am Main und Hanau geplante Bahnstrecke, die im Netz der S-Bahn Rhein-Main betrieben werden und die östlichen Stadtteile Frankfurts, die Stadt Maintal und die westlichen Stadtteile von Hanau direkt an den Frankfurter Citytunnel und damit an die Frankfurter Innenstadt anbinden soll. Der S-Bahn-Verkehr wird die derzeit zwischen Frankfurt und Hanau auf der parallel verlaufenden Bahnstrecke Frankfurt Süd–Aschaffenburg verkehrenden Regionalbahn-Linien ersetzen.
Das Vorhaben gehört zu den in Frankfurt-Rhein-Main Plus vorgesehenen Projekten.

## Strecke
Die Nordmainische S-Bahn ist die letzte Strecke des ursprünglich geplanten Netzes der S-Bahnen um Frankfurt. Die zulässige Höchstgeschwindigkeit soll innerhalb des Tunnels 80 km/h, außerhalb 140 km/h betragen.

### Tunnel

#### Vorleistungen
Der Anschluss für die Nordmainische S-Bahn wurde im City-Tunnel Frankfurt bereits bei dessen Bau 1983 als Bauvorleistung eingefügt. Die beiden Röhren wurden damals in der Neuen Österreichischen Tunnelbauweise errichtet. Die Tunnelröhre Richtung Hanau ist 356 Meter lang, die Richtung Frankfurt 294 Meter.
Die Röhren fädeln sich aus dem Frankfurter City-Tunnel östlich des Bahnhofs Frankfurt (Main) Konstablerwache, unmittelbar nach der Querung der U-Bahn-Strecke C IV bei Kilometer 52,550 aus den Tunnelstrecken 3681 und 3682 im Bereich des Notausstiegs „Breite Gasse“ aus, wobei sich das Gleis aus Richtung Frankfurt in der D-Ebene befindet, das Gegengleis in der C-Ebene und die U-Bahn in der B-Ebene.

#### Neubauvorhaben
Während die bisherige S-Bahn-Strecke die Oberbauform K-54-H1667 aufweist, soll die neue Strecke zwar Betonschwellen, aber ebenfalls S54-Schienen erhalten. Wie die bestehenden Tunnelstrecken wird die Strecke eine besonders niedrige Regelfahrdrahthöhe von 4,85 Meter (normal: 5,5 Meter) aufweisen.
Der Mantel des Schildes der Tunnelvortriebsmaschine soll am Übergang zur Bauvorleistung im Tunnel verbleiben, da weder eine Bergung über eine offene Baugrube noch ein unterirdischer Rückbau möglich ist. Zwischen den beiden eingleisigen Tunnelröhren wird bei Kilometer 53,142, etwa 21 Meter unter der Rückertstraße, ein Notausstieg mit einer 2,4 Meter breiten Treppe entstehen. In diesem Bereich beträgt der Höhenunterschied der beiden Röhren etwa 4,8 Meter.
Kurz vor dem Bahnhof „Frankfurt (Main) Ost (tief)“ erreichen die beiden Gleise bei Kilometer 53,616 wieder gleiche Höhe und unterqueren mit nur geringem Abstand den Tunnel der U-Bahn-Strecke C IV, wofür Verbauträger zurückgebaut werden müssen. Für diese Querung wurden bereits beim Bau der U-Bahn-Strecke Vorbereitungen getroffen, deren Nutzung jedoch heute nicht mehr genehmigungsfähig ist, weshalb die neue S-Bahn-Strecke weiter nördlich projektiert wurde.
An den Bahnsteigenden von „Frankfurt (Main) Ost (tief)“ werden GSM-R-Antennen montiert, die jeweils eine Tunnelröhre versorgen. Unmittelbar nach „Frankfurt (Main) Ost (tief)“ folgt eine knapp 550 Meter lange Steigung von circa 40 ‰, in der sich bei Kilometer 54,317 eine Hebeanlage zur Ableitung von Niederschlagswasser in die Kanalisation in der Ostparkstraße befindet. Bei Kilometer 54,220 wird der in bergmännischer Bauweise erstellte Tunnel enden.
Der übrige 103 Meter lange Tunnel wird in offener Bauweise und zwischen den beiden Gleisen eine Trennwand errichtet. Das anschließende Trogbauwerk soll bei Kilometer 54,510 enden. Hier erreicht die Neubaustrecke das Niveau der Bestandsstrecke Frankfurt Süd–Aschaffenburg (Strecke 3660). Am Tunnelende wird eine Basisstation für den BOS-Funk entstehen. Die Neubaustrecke folgt ab hier oberirdisch der Trasse der Bestandsstrecke bis Hanau Hauptbahnhof.
Für den Tunnelabschnitt rechnet die DB ProjektBau mit einer Bauzeit von fünf Jahren.

### Oberirdischer Abschnitt
Im oberirdischen Teil soll die Strecke neben der bisherigen zweigleisigen Bahnstrecke Frankfurt Süd–Aschaffenburg (Strecke 3660) verlaufen und einen Gleisabstand von 4,0 Metern besitzen. Die beiden südlichen Gleise (Strecke 3660) sollen weiterhin für den Güterverkehr, den Schienenpersonennahverkehr und den Schienenpersonenfernverkehr genutzt werden, die beiden nördlichen als Strecke 3685 – mit eigener Kilometrierung – ausschließlich für die S-Bahn. In Hanau sollen die bisherigen Gleise für die S-Bahn genutzt werden, in Maintal die neu gebauten. Fläche für die Erweiterung ist überwiegend ausreichend vorhanden.

#### Veränderungen an der Bestandsstrecke
Die Infrastruktur der Bahnstrecke Frankfurt Süd–Aschaffenburg (Streckennummer 3660) ist seit dem Beginn der Planungsüberlegungen für die Nordmainische S-Bahn 1985 nur noch notdürftig in Stand gehalten worden. Dies sollte Doppelinvestitionen verhindern, ein Ausbau erst mit dem Bau der S-Bahn erfolgen. Das führte dazu, dass die Anlagen für den Fahrgastverkehr überwiegend abgewirtschaftet und teilweise ruinös sind.
Im Bahnhof Frankfurt (M) Ost sollen die nördlich der Bestandsstrecke gelegenen Nebengleise 122, 402, 415 und 801 bis 804 sowie schon länger stillgelegte Gleise zurückgebaut werden, wodurch die Gleise 805 bis 807 unerreichbar werden.
Die Bestandsstrecke hat eine Entwurfsgeschwindigkeit von 160 km/h. Noch vorhandene niveaugleiche Bahnübergänge werden entweder durch Überführungen ersetzt oder ersatzlos geschlossen. Für drei solcher Überführungen im Stadtgebiet Hanau ist bereits Anfang 2003 der Planfeststellungsbeschluss ergangen.
Die Bauarbeiten haben Ende 2012 in Hanau über einen Zeitraum von zwei Jahren mit umfangreichen archäologische Grabungen begonnen, die bedeutende Forschungsergebnisse erbrachten. In unmittelbarer Nähe der Bahnstrecke liegt hier eine römische Siedlung nahe dem Kastell Salisberg.

#### Neubaustrecke
Die neue S-Bahn-Strecke (VzG-Nummer 3685) hat eine Entwurfsgeschwindigkeit von 140 km/h. Die Strecke soll ab der Nachspannung nahe der Schwedlerbrücke mit einer Oberleitung der Bauart Re 200 ausgerüstet werden.

##### Frankfurt-Ost bis Fechenheim
Von Kilometer 2,685 bis 3,490 (Kilometrierung der Bestandsstrecke) soll zwischen beiden Strecken eine drei Meter hohe Lärmschutzwand entstehen. Am Ende der Tunnelrampe wird im Bereich der jetzigen Laderampe ein mit Schotterrasen befestigter Rettungsplatz entstehen wofür bei Kilometer 54,529 ein Rettungstor in die Lärmschutzwand eingebaut wird. Etwas weiter, bei Kilometer 54,572, wird der Fußgängerüberweg Schwedlerbrücke, eine 244 Meter lange Stahlbrücke aus dem Jahr 1913, unterquert.
Nach dem Ende der Lärmschutzwand folgt die Abzweigstelle Frankfurt (Main) Ostpark, die aus einem Gleistrapez und einer Verbindung in den Bahnhof Frankfurt (Main) Ost besteht. Im weiteren Verlauf werden bei Kilometer 4,132 die Ratswegbrücke mit der Bundesstraße 8 und Bundesstraße 40 und bei Kilometer 4,180 die Spannbetonbrücke der Bundesautobahn 661 unterquert. Der von etwa Kilometer 4,7 bis 5,2 parallel verlaufende gemeinsame Geh- und Radweg wird nach Norden verlegt, um Platz für die neue Strecke zu schaffen, wobei der Zugang zur bei Kilometer 5,180 querenden Lahmeyerbrücke, die früher die Hafenbahn überführte, wie auch ein Teil der Brücke neu gebaut werden muss. Außerdem wird am Ende der Motzstraße ein neuer Wendehammer entstehen. Ab Kilometer 4,830 wird eine weitere Lärmschutzwand zwischen den Strecken entstehen, die durch den Pfeiler 1 der Hafenbahnbrücke unterbrochen und bei Kilometer 5,530 enden wird.

##### Fechenheim bis Stadtgrenze
Unmittelbar vor der S-Bahn-Station Frankfurt (Main)-Fechenheim wird die Ernst-Heinkel-Straße bis zur Orber Straße verlängert, von wo aus die Stadt Frankfurt sie weiter führen will, und hierfür bei Kilometer 6,097 eine Unterführung baut, die aus sechs eingleisigen Stahlüberbauten (davon zwei für die Hafenbahn) bestehen soll. Nur auf der östlichen Seite wird sie einen Gehweg mit einer Steigung von maximal 6 % erhalten. Von hier soll eine 2,4 Meter breite zweiläufige Treppe und ein Aufzug den Haltepunkt Frankfurt (Main)-Fechenheim (s. u.) erschließen. Die Steigung der Fahrbahn soll 85 ‰ und 88 ‰ betragen. Südlich soll unmittelbar vor der Kreuzung in beiden Richtungen eine Bushaltestelle eingerichtet werden.
Kurz vor dem Bahnsteigende sollen beidseitig der Fernbahnstrecke Lärmschutzwände beginnen. Der bisherige Bahnübergang der Cassellastraße bei Kilometer 6,541 wird entfallen. Als Ersatz für den Kraftfahrzeugverkehr ist die Unterführung der neuen Ernst-Heinkel-Straße vorgesehen. Am Straßenende südlich der Strecken wird ein Wendehammer mit einem Radius von 10 Metern erbaut, nördlich ist keine Wendeanlage vorgesehen. An dieser Stelle soll bei Kilometer 6,541 ein neuer 2,5 Meter hoher Personentunnel („Bahnsteigzugang Cassellastraße“) entstehen, der auf beiden Seiten über je eine Rampe und eine Treppe erreicht werden kann. Aus der Unterführung wird eine Rampe mit einer Steigung von maximal 3 % auf den Bahnsteig führen. Alle drei Rampen sollen eine Steigung von 55 ‰ und im Abstand von 6 Metern 1,5 Meter lange Zwischenpodeste mit einer Steigung von 2 % erhalten. Der Tunnel soll auch dem Radverkehr dienen. Im Bereich des bisherigen Bahnübergangs sind Rettungstore in den Lärmschutzwänden vorgesehen. Östlich der Unterführung wird ein ungefähr 230 Meter langes Stumpfgleis zwischen den Gleisen der S-Bahn-Strecke eingerichtet. Über eine einfache Kreuzungsweiche kann hier in Richtung Hanau aus dem Gegengleis ins Regelgleis gewechselt werden.  Die südliche Lärmschutzwand wird in diesem Bereich enden.
Bei Kilometer 7,162 wird die Vilbeler Landstraße, deren Benutzung hier nur Fußgängern möglich ist, über ein bestehendes Bauwerk überquert.
Der Bahnhof Frankfurt-Mainkur wird vollständig zurückgebaut. Auf Höhe des Empfangsgebäudes endet die Schallschutzmauer zwischen den Strecken. Hinter der im Jahr 1978 erbauten Straßenüberführung der L 3001 bei Kilometer 7,612 soll eine weitere beginnen. Bei Kilometer 8,0 muss die Bushaltestelle „Am Roten Graben“ samt Haltebucht um etwa 30 Meter versetzt werden, um Platz für die Neubaustrecke zu gewinnen. Die Bushaltestelle liegt dann hinter dem Beginn der Kurve im „Wilhelmsbader Weg“, im Bereich der etwa 61 Meter langen Haltebucht soll die Bordsteinhöhe 15 Zentimeter betragen. Zur besseren Zugänglichkeit der Strecken wird ab Kilometer 59,7 südlich der Gleise eine neue Straße gebaut. Sie zweigt von der Straße „An der Hanauer Landstraße“ ab und wird etwa 456 Meter lang werden. Unmittelbar vor der Stadtgrenze wird sie wieder in die Straße „An der Hanauer Landstraße“ zurückführen.

##### Abschnitt Maintal
Die Stadtgrenze zwischen Frankfurt und Maintal wird bei Kilometer 60,069 gequert. Dies ist auch die Grenze der Planfeststellungsabschnitte 1 und 2. Für den Planfeststellungsabschnitt Maintal fand am 21. April 2015 die Anhörung zur Planfeststellung statt.

## Betriebsstellen
Im Zuge des Streckenbaus werden alle Bahnhöfe und Haltepunkte barrierefrei ausgebaut. Die Bahnsteige werden dem S-Bahn-Standard entsprechen, also den Halt eines Langzugs mit einer Länge von 210 Meter ermöglichen und eine Bahnsteighöhe von 960 Millimetern üSO aufweisen, wodurch ein stufenfreier Einstieg in S-Bahn-Fahrzeuge möglich ist.

### Frankfurt (M) Ost (tief)
Die Station Frankfurt (M) Ost (tief) wird nach der Querung der U-Bahn-Strecke 19 Meter unterhalb des Danziger Platzes beginnen. In ihr sollen die 79,8 Meter über Normalnull liegenden Gleise einen Abstand von 12,50 Metern haben, was eine Bahnsteigbreite von 9,15 Metern ergibt. Die Station soll zwei Zugänge, davon einen mit Aufzug, und am östlichen Ende einen Notausstieg erhalten. Es soll eine sieben Meter höhere Zwischenebene und eine weitere sieben Meter höhere Verteilerebene geben, wobei der Aufzug auf der Zwischenebene nur im Notfall halten können soll. Am Notausgang sollen in einer Zwischenebene Technikräume entstehen. Der Tunnelbahnhof soll mit einem an die 3-S-Zentrale angebundenen Videoüberwachungssystem ausgestattet werden.

### Frankfurt (Main)-Fechenheim
Neu errichtet wird der Haltepunkt Frankfurt (Main)-Fechenheim (50° 7′ 48″ N, 8° 45′ 20,2″ O). Der Gleisabstand im Bahnsteigbereich soll 10,60 Meter betragen. Der Bahnsteigzugang erfolgt über eine neu errichtete Unterführung in Verlängerung der Ernst-Heinkel-Straße und der Orber Straße, wo zwischen den beiden Gleisen der S-Bahnstrecke eine 2,4 Meter breite zweiläufige Treppe und ein Aufzug entstehen. Der 7,28 Meter breite Mittelbahnsteig soll eine 42 Meter lange und 7,42 Meter breite Überdachung erhalten.

### Frankfurt-Mainkur
Der Bahnhof Frankfurt-Mainkur wird geschlossen und durch den neuen Haltepunkt in Frankfurt (Main)-Fechenheim ersetzt, der näher an der Bebauung des Frankfurter Ortsteils Fechenheim liegt.

### Maintal West
Der Haltepunkt Maintal West wird von der Westseite der die Bahnstrecke auf einer Brücke überquerenden Straße „Am Kreuzstein“ auf deren östliche Seite verlegt. Der Bahnsteigzugang erfolgt am westlichen Bahnsteigende von der Brücke und am östlichen Ende vom P+R-Parkplatz an der Senefelder Straße.

### Maintal Ost
Der jetzige Bahnhof Maintal Ost wird leicht nach Westen verlegt und als Haltepunkt mit einem Mittelbahnsteig neu gebaut. Der neue Bahnsteig wird über eine neu zu bauende Fußgängerunterführung erreicht.

### Hanau-Wilhelmsbad
Das ehemalige Empfangsgebäude des Haltepunkts Hanau-Wilhelmsbad ist nach dem Hessischen Denkmalschutzgesetz ein Kulturdenkmal. Es ist eines der ältesten in Hessen erhaltenen Empfangsgebäude. Architekt war Julius Eugen Ruhl. Der Denkmalschutz wird hier ebenso zu berücksichtigen sein wie die Sichtachse zwischen Schloss Philippsruhe und der künstlichen Burgruine der Parkanlage von Wilhelmsbad.

### Hanau Hauptbahnhof

Zungenbahnsteig in Hanau mit neuem Gleis 1a – schematische Darstellung

Größere Umbauten sind in Hanau Hauptbahnhof vorgesehen. Der Standard-Bahnsteig der S-Bahn-Gleise 1 und 2 bekommt für ein Gleis 1a eine dritte Bahnsteigkante als Zungenbahnsteig. Der Bahnsteig an Gleis 5 und 6 soll in der Hauptverkehrszeit ebenfalls für die Nordmainische S-Bahn zur Verfügung stehen. Der Bahnsteig von Gleis 7 wird durch ein neues, durchgehendes Gleis 8 zum Inselbahnsteig für den Fernverkehr. Die Bahnsteige 5/6 und 7/8 sollen je einen Aufzug bekommen, am S-Bahnsteig 1/2 ist bereits einer in Betrieb. Zudem soll der Bahnhof grundlegend modernisiert und optisch verschönert werden.

## Kosten
Die Planungen für das Projekt begannen bereits um 1985. Gegen Ende 2008 wurden die Vorplanungen abgeschlossen. Leere Kassen bei Bund und Land verzögerten den Baubeginn jedoch immer wieder, parallel stiegen die Baukosten. Teurer wurde der geplante Bau wegen zusätzlicher Lärmschutzauflagen und schwieriger Bodenverhältnisse im Bereich des Tunnels westlich des Frankfurter Ostbahnhofs. Stand 2011 wurden die Kosten des Projekts auf 425 Millionen Euro geschätzt, die Planungskosten beliefen sich auf 43,5 Millionen Euro, die Finanzierungslücke umfasst rund 60–65 Millionen Euro. Das Gemeindeverkehrsfinanzierungsgesetz sieht für die Finanzierung solcher Projekte einen festen Schlüssel vor:
2011 war vorgesehen, dass der Bund 60 Prozent der Kosten trägt, das Land Hessen 27,5 Prozent und die betroffenen Kommunen Hanau, Maintal und der Main-Kinzig-Kreis jeweils 12,5 Prozent übernehmen. Problematisch wurde seinerzeit angesehen, dass die Kosten-Nutzen-Analyse für das Projekt, Grundlage der Finanzierung, bei Kosten von deutlich mehr als 400 Millionen Euro ins Wanken geriete.
2021 schätzte die Deutsche Bahn die Kosten für das Projekt auf 1,98 Mrd. Euro. Diese Schätzung wurde Anfang 2024 öffentlich bekannt, zuvor waren die Gesamtkosten mit 1,29 Mrd. Euro angegeben worden.

## Planungsstand
Die Strecke ist in drei Planfeststellungsabschnitte (PFA) eingeteilt, die jeweils durch die Gemeindegrenzen voneinander abgegrenzt werden. PFA 1 deckt die Strecke im Gebiet der Stadt Frankfurt am Main ab, PFA 2 die Stadt Maintal, und PFA 3 das Stadtgebiet Hanau. Das Planfeststellungsverfahren für die Nordmainische S-Bahn wurde im Jahr 2014 für alle drei Abschnitte eingeleitet und ist derzeit (11/2017) noch immer im Gange. Im Sommer 2017 fand die Offenlage der 1. Planänderung für den PFA 2 Maintal statt. Die Einwendungsfrist lief bis 25. August 2017. Die Planfeststellungsunterlagen für die Abschnitte 2 und 3 liegen beim Regierungspräsidium Darmstadt zum Download bereit. Der Planfeststellungsbeschluss für den Abschnitt 1 wurde am 28. März 2024 erteilt. Der Planfeststellungsbeschluss für den Abschnitt 2 wurde am 27. August 2024 erteilt.
Für einzelne Bauwerke – etwa die Beseitigung der schienengleichen Bahnübergänge in Hanau – besteht bereits Baurecht. Das betrifft die Bahnübergänge am Salisweg und am Bahnhof Hanau-Wilhelmsbad. Deren Beseitigung soll rund 14 Millionen Euro kosten. Die Pläne dafür liegen seit Jahren fertig in der Schublade. Die vierte Kreuzung von Straße und Schiene im Bereich der Trasse im Stadtgebiet Hanau, die Überführung der Kastanienallee, wurde bereits vor Jahren in einer Breite errichtet, die es erlaubt, beide Strecken künftig viergleisig darunter hindurch zu führen.
Mitte 2025 erwartete die Deutsche Bahn den Planfeststellungsbeschluss für den dritten Bauabschnitt Hanau Ende 2025 bzw. Anfang 2026.

### Bau
Die Eisenbahnunterführung an der Frankfurter Landstraße wurde am 17. Mai 2023 für den Verkehr freigegeben.

Die bauvorbereitenden Maßnahmen sollen Ende 2022/Anfang 2023 auf Frankfurter Stadtgebiet beginnen. Der eigentliche Bau soll dann Ende 2024 beginnen.
Am 30. Juni 2025 wurde der Spatenstich für die Abschnitte Frankfurt und Maintal begangen.

## Verkehrsangebot
Die Linie S5, die bisher in Frankfurt Süd endet, soll auf der neuen Strecke in der Hauptverkehrszeit im 15-Minuten-Grundtakt der S-Bahn Rhein-Main fahren. Wie auf anderen Ästen soll der Verkehr außerhalb der Hauptverkehrszeit ausgedünnt werden, indem der 15-Minuten-Takt nur bis zum Bahnhof Frankfurt-Fechenheim gefahren wird, wodurch sich für Maintal und Hanau ein 30-Minuten-Takt ergäbe. Von Seiten des Main-Kinzig-Kreis und der Stadt Hanau wird ein durchgehender 15-Minuten-Takt auf der Nordmainischen S-Bahn gefordert. Pro Jahr wird mit 12 Millionen Fahrgästen gerechnet.

## Alternativen
Seit 2001 äußerten Fahrgastverbände starke Bedenken gegen die S-Bahnlinie, da sie in weitem Abstand an der Bebauung der Stadt Maintal vorbeiführt. Der S-Bahn-Verkehr wird damit nicht viel attraktiver als der bisherige Verkehr mit Regionalbahnen und Bussen, und das trotz hoher Kosten. Fahrgastverbände schlugen alternativ eine Zweisystemstadtbahn nach Karlsruher Modell vor, das die bisherige Straßenbahnstrecke in Frankfurt mitbenutzt hätte und am Bahnhof Frankfurt (Main) Ost auf die Regionalbahntrasse übergehen sollte. Einerseits ließe sich so ein Schnellbahnverkehr über Hanau hinaus ins bayerische Aschaffenburg oder über Bruchköbel und Nidderau bis nach Friedberg kostengünstig realisieren, andererseits wäre damit auch eine innerstädtische Erschließung in Maintal und Hanau möglich. Dieses RegioTram-Netz hätte eine bedeutend höhere Erschließungswirkung bei etwa gleichen Kosten wie eine S-Bahn gehabt. Die Befürworter der S-Bahn-Lösung verweisen auf die direkte Anbindung Hanaus durch den Frankfurter Innenstadttunnel an die Frankfurter Innenstadt und die zusätzlichen direkten Verbindungen zwischen Hanau und dem Frankfurter Hauptbahnhof.
Die schon weit gediehenen Pläne für eine Stadtbahn wurden allerdings im März 2004 von der Stadtverordnetenversammlung von Hanau aus Kostengründen abgelehnt. Eine Kosten-Nutzen-Untersuchung im September 2004 ergab dann, dass unter dieser Prämisse die klassische S-Bahn das beste Kosten-Nutzen-Verhältnis erziele (und damit die besten Chancen auf Förderung durch den Bund besitzt). Untersucht wurde als Alternative lediglich noch die Verlängerung der U-Bahn-Linie U6 als Zweisystem-Stadtbahn.